# Lénina (Timashovsk, Krasnodar)
Lénina (del ruso: Ленина) es un jútor del raión de Timashovsk del Krai de Krasnodar, en el sur de Rusia, situado en la orilla derecha del río Kirpili, 10 km al noroeste de Timashovsk y 72 km al norte de Krasnodar, la capital del krai. Tenía 566 habitantes en 2010.
Pertenece al municipio Dnepróvskoye.